# Park Hills (Missouri)
Park Hills – miasto w Stanach Zjednoczonych, w stanie Missouri, w hrabstwie St. Francois.